# Église Saint-Paterne de Montrond
L’église Saint-Pierre Saint-Jean et Saint-Paterne de Montrond est une église paroissiale située à Neuville-près-Sées dans l'Orne en France.

## Historique
À l'origine un prieuré est construit vers 1270, dépendant de l'abbaye Saint-Martin de Sées. Ce prieuré est devenu une église paroissiale. À la Révolution, le desservant partit en exil pendant plusieurs années et n'a retrouvé son église qu'en 1801. En 1802 le diocèse décide de la fusion de la paroisse avec celle de Neuville-près-Sées. La fusion des communes ne s'est faite que 20 ans plus tard. L'église de Montrond, appartenant alors à la commune de Neuville, fut mise en vente comme grange en 1824. Elle est alors devenue patrimoine privé. L'acheteur ne pouvant l'exploiter en raison du mauvais état des chemins, elle a été revendue en 1826 à Pierre Simon Le Conte qui exploitait la célèbre jumenterie de La Moisière (Montrond). Depuis cette date, par le jeu de successions, elle est restée dans le patrimoine des familles Forcinal et Bozo. L'église, désaffectée, est appelée « La Chapelle de Montrond ». À l'occasion de travaux de sauvegarde et d'entretien, des peintures murales ont été découvertes et datées des XIIIe et XIVe siècles. La totalité de l'église (y compris les peintures murales) a été inscrite sur l'inventaire des monuments historiques le 27 septembre 1979.

## Éléments remarquables
- Peintures murales des XIIIe et XIVe siècles
- Pots acoustiques
- Cloche de la deuxième moitié du XVIe siècle
- Vitraux de François Rouan